# Orizzonte tardo
L'orizzonte tardo o orizzonte inca è l'ultima fase della protostoria dell'area andina centrale, immediatamente seguente il periodo intermedio recente; le cronologie maggiormente accettate fissano per questo lasso di tempo una data di inizio compresa tra il 1450 e il 1476 d.C. ed una finale tra il 1532 e il 1534 d.C.
L'orizzonte tardo è fortemente caratterizzato dall'espansione in tutta l'area dell'impero inca a seguito dell'impulso dato a questa dall'Inca Pachacuti; nel giro di pochi anni tale impero sottomise le diverse civiltà e culture regionali che avevano contraddistinto il precedente periodo. L'incontro con i conquistadores spagnoli guidati da Francisco Pizarro, avvenuto nel 1532, segnò il declino della civiltà inca; dal punto di vista archeologico ed etno-storiografico l'area uscì dalla protostoria per entrare a pieno diritto nella storia.

## Cronologia
In mancanza di testimonianze scritte precedenti all'arrivo degli spagnoli, nel 1962 l'archeologo John Howland Rowe propose di suddividere la cronologia antica dell'area andina centrale in una serie di fasi; l'utilizzo di questo schema convenzionale avrebbe permesso agli studiosi di orientarsi più facilmente. La proposta di Rowe prevedeva di suddividere il lasso di tempo compreso tra l'introduzione della ceramica e l'arrivo degli spagnoli in tre orizzonti, caratterizzati dalla presenza di culture dominanti nell'area, e due periodi intermedi, nei quali invece le testimonianze archeologiche sembravano indicare la coesistenza di diverse e variegate culture regionali. In questo schema l'orizzonte più recente era quello contraddistinto dall'egemonia della civiltà inca.
La data di inizio dell'orizzonte tardo viene indicata da alcuni studiosi nel 1438, anno dell'ascesa al trono dell'Inca Pachacuti, mentre da altri è fissata al 1450, data convenzionale dell'inizio dell'espansione imperiale; altri ancora indicano la data di inizio nel 1476, anno della conquista del regno di Chimor, il più fiero antagonista del Tahuantinsuyu. la data finale è fissata al 1532, anno dell'incontro con i conquistadores di Francisco Pizarro, o più comunemente al 1534, anno della costruzione del primo insediamento spagnolo nella valle dell'Ica.

## Caratteristiche generali
Le date più comunemente accettate riguardo all'impero inca sono quelle fornite dallo stesso John Howland Rowe nell'opera An Introduction to the Archaeology of Cuzco (1944); l'archeologo ritiene che i dati raccolti dai primi cronisti spagnoli riguardo ai regni di Pachacútec, del figlio Túpac Yupanqui e del nipote Huayna Cápac molto vicini alla realtà. Per gli ultimi due regnanti, infatti, erano ancora in vita testimoni diretti, mentre per il primo potevano affidarsi ai racconti che gli stessi testimoni avevano sentito dai propri padri; conoscendo la genealogia dinastica inca e calcolando tre o quattro generazioni per secolo Rowe arrivò a calcolare l'inizio della dinastia attorno al 1200 d.C. Di fatto, le testimonianze archeologiche indicano che tale stirpe non regnò mai al fuori dell'area del Cuzco prima del XV secolo. Al di là dei racconti semi-mitologici propagati dagli inca stessi per giustificare il loro dominio, appare chiaro dalle testimonianze archeologiche che a partire dal 1400 circa essi regnavano sulla Valle Sagrada, dove erano riusciti a incrementare la produzione di mais attraverso una vasta opera di canalizzazioni.
Le ragioni dell'espansione imperiale inca sono tutt'oggi dibattute: alcuni studiosi la vedono come una conseguenza dell'aumento della popolazione nel Cuzco, dovuta all'introduzione di metodi di irrigazione e a un maggiore raccolto, altri come una conseguenza della politica di alleanze matrimoniali intrapresa con lungimiranza. Le popolazioni soggette al nuovo dominio dovettero accettare un sistema di reciprocità diseguale, fornendo lavoro e prodotti come forma di tassazione; solo nel caso di gruppi che si sottomettevano pacificamente i nuovi dominatori lasciavano intatta la precedente struttura gerarchica, esigendo però anche da essa prestazioni lavorative e merci. Questo sistema rivelò tutta la sua fragilità all'arrivo degli spagnoli nel 1532, quando le popolazioni delle Ande centrali videro in essi l'opportunità di uscire dal giogo del Tahuantinsuyu.